# Forbidden Paradise
Forbidden Paradise is een Amerikaanse dramafilm uit 1924 onder regie van Ernst Lubitsch. Destijds werd de film in Nederland uitgebracht onder de titel Verboden paradijs.

## Verhaal
Kapitein Czerny redt tsarina Catharina uit de handen van de revolutionairen. De legerkapitein wordt verliefd op de vorstin, maar hij is niet de enige vrijer die naar haar hand dingt. Hij sluit zich vervolgens aan bij de opstand. Wanneer de revolutie faalt, wordt de kapitein ter dood veroordeeld.

## Rolverdeling
| Acteur         | Personage              |
| -------------- | ---------------------- |
| Pola Negri     | Tsarina Catharina      |
| Rod La Rocque  | Kapitein Alexei Czerny |
| Adolphe Menjou | Kanselier              |
| Pauline Starke | Anna                   |
| Fred Malatesta | Franse ambassadeur     |
| Nick De Ruiz   | Generaal               |
| Carrie Daumery | Hofdame                |